# Кунібське сільське поселення
Куні́бське сільське поселення (рос. Кунибское сельское поселение) — муніципальне утворення у складі Сисольського району Республіки Комі, Росія. Адміністративний центр — село Куніб.

## Населення
Населення — 1541 особа (2017, 1580 у 2010, 1973 у 2002, 2514 у 1989).

## Склад
До складу поселення входять такі населені пункти:
| Населений пункт       | Населення, осіб (1989) | Населення, осіб (2002) | Населення, осіб (2010) |
| --------------------- | ---------------------- | ---------------------- | ---------------------- |
| Вадиб, присілок       | 37                     | 18                     | 12                     |
| Копса, селище         | 340                    | 116                    | -                      |
| Куніб, село           | 659                    | 619                    | 551                    |
| Первомайський, селище | 1329                   | 1129                   | 932                    |
| Пустош, присілок      | 122                    | 74                     | 72                     |
| Шорйив, присілок      | 27                     | 17                     | 13                     |